# Paleografi
Paleografi (av grekiskans παλαιός, "gammal", och γράφω, "skriva") "är vetenskapen om skriftens utveckling och användning i äldre tid samt läsning och tolkning av handskrifter".
Paleografin står i nära förhållande till, och överlappar delvis, andra historiska hjälpvetenskaper som epigrafik och diplomatik. Paleografin är främst ett stöd för filologin och den historiska forskningen i studiet av medeltida handskrifter. Denna vetenskap tar i betraktande alla de omständigheter som på något sätt medverkat vid tillkomsten av det historiska källmaterialet, såsom skrivmateriel, skrivsätt, bokstavsformer, förkortningar och de slutsatser som från dessa och andra tecken kan dras rörande handskrifternas ålder, deras senare öden, senare gjorda ändringar och rättelser i texten och så vidare. 

## Paleografins historia
Den första vetenskapliga framställningen av paleografin var Bernard de Montfaucons Palaeographia graeca från 1708.  Montfaucons framställning berörde endast grekisk skrift då den latinska paleografin föll under en annan falang: diplomatik.  Diplomatik är en egen vetenskapsgren med syfte att undersöka äldre, särskilt medeltida, texter.  Under 1800-talet utvecklades kunskapen avsevärt jämfört med tidigare århundraden, och den latinska paleografin inkluderades i begreppet.  Idag berör paleografin grekisk och latinsk skrift, men inte egyptiska, hebreiska eller östasiatiska skrifter.  Under 1700-talet ägnade sig paleografin åt att systematisera. Under 1800-talet utvecklades den paleografiska vetenskapen gradvis. École des Chartes grundades i Paris 1821, och man började studera de historiska bokskrifterna.  I början av 1900-talet publicerade Sir Edward Maunde Thompson den bok som idag fortfarande anses vara ett av de mest omfattande paleografiska verken. 

## Datering
Paleografins främsta syfte är att tolka och datera äldre skrifter, samt definiera deras ursprung. För att datera en äldre text finns flera metoder att ta hjälp av. Dels studerar man här stilistiska förändringar i de olika handstilarna, något som skiljer sig åt både beroende av tid och plats. Många texter innehåller också förkortningar, t.ex. IMP.(ERATOR), CAES.(AR). Förkortningar kan hjälpa till att avslöja när texten är skriven och var.
Även när datum är angivna kan det uppstå problem. Inom olika områden har olika kalendersystem använts. England implementerade till exempel inte den gregorianska kalendern förrän 170 år efter dess introduktion 1582. Stora variationer har dessutom funnits inom samma land.

## Material
De tre mest betydelsefulla materialen för inskrifter är papyrus, veläng och papper. De har i ett historiskt perspektiv uteslutit alla andra material efter sin introduktion och etablering. Andra material som paleografin studerar texter på är metall, lera, krukor, trä, löv, bark, linne och vax. Brons har t.ex. använts av både greker och romare för att gravera lagar, avtal och andra viktiga dokument.

## Den latinska skriftens utveckling
- Romersk kapitälskrift, användes vid inskriptioner i sten och bestod av präntade (fristående bokstäver) majuskler (versaler).[7]
- Romersk uncialskrift, lik den romerska kapitälskriften men var något mer rundade.[7]
- Romersk kursivskrift, användes vid dagligt bruk och bokstäverna sammanbands med varandra och bestod av både majuskler och minuskler (gemener).[7] Den romerska kursivskriften går att dela upp i två versioner, en äldre och en yngre. Den yngre (minuskelkursiv) etablerades under 400-talet, men uppstod förmodligen upp till 100 år tidigare, och användes fram till 900-talet. Den äldre (majuskelkursiv, kapitalkursiv) var i bruk fram till 200-talet. [8]
- Italienska skrivstilen, uppstod omkring år 600.[7]
- Merovingiska skrivstilen, uppstod omkring år 600. Användes i det frankiska riket under den merovingiska och den första karolingiska tiden.[7] Den merovingiska skrivstilen kan ses som svårtydd, och som reaktion mot detta uppstod den karolingiska minuskeln. [8]
- Västgotiska skrivstilen, uppstod omkring år 600.[7]
- Iriska eller insulära skrivstilen, utvecklad ur romerska unicialskriften men även påverkad av den romerska kursivskriften. Den karakteriseras av bokstavstecknet ″ᚦ″ som upptagits från runalfabetet. Stilen var förhärskande i England men spreds bland annat till Norden. Förekommer i Sverige i en liknande stil på fragment från äldre Västgötalagen från 1200-talet.[7] Kända urkunder av denna skrift är Book of Durrow från ca 670, Book of Lindisfarne, Codex Durham och Codex Epternacensis, de tre sistnämnda från ca 700. Den insulära skrivstilen nådde kontinenten genom iriska och engelska munkar som besökte kyrkliga inrättningar längs Rhendalen ner mot alperna.[8]
- Karolingiska minuskeln, uppstod som en reaktion främst mot den merovingiska minuskeln under den karolingiska renässansen. Spred sig sedan i Europa och användes främst för latin och även inhemska språk under 800- till 1100-talen. Stilen användes i Sverige på latinska diplom decennierna omkring 1250.[7] Den karolingiska minuskeln etablerades vid skrivskolor som var knutna till Karl den Store och var utbredd kring gränserna mellan nuvarande Frankrike, Tyskland och Belgien. Under 900-talet nådde skriften England, och särskilt viktig var kung Edgars kyrkoreform för skriftens spridning. Efter Vilhelm I:s erövring av England 1066 finns ett flertal böcker bevarade som skrivits i samarbete med olika skrivare. Här finns både anglosaxisk och karolingisk skrift bevarade.[8]
- Gotiska minuskeln, karaktäriseras av smala, spetsiga och kantiga bokstäver.[7] Skriften utvecklades under 1100-talet men etablerades inte förrän i början av 1200-talet. Under 1500-talet ersattes den av den nygotiska stilen. Den gotiska minuskeln kan delas in i tre olika typer: textualis, cursiva och hybrida. Dessa svarar mot tre olika framställningssätt: formats, media (libraria) och currens.[8]
- Gotiska kursiven, användes vid dagligt bruk där bokstäverna sammanbands med streck och öglor.[7] Skriften kan delas in i två varianter, varav den äldre uppstod på 1200-talet. Den yngre etablerades efter år 1350 och tunnades ut fram till 1380-talet. Den gotiska kursiven användes ofta för läsaranteckningar i böcker, så kallade sekundära notiser.[8]
- Humaniststilen, skapades av de italienska humanisterna på 1400-talet. Infördes främst för texter på latin i Sverige.[7][9]
- Humanistskursiven, vanlig i de romanska länderna och vid latinsk skrift i andra länder.[7]
- Frakturstil  användes vid tryck och byggde på efterbildning av den gotiska kursiven.[7]
- Halvkursiv stil, i Sverige under 1300-talet började bokstäverna i framförallt brev att sammanbindas, allmänt spridd är Vadstena-kursiven.[9]
- Nygotisk stil, svenska stilen eller  tyska stilen användes i Sverige enligt tyskt mönster och fram till senare delen av 1700-talet[9] eller ett stycke in på 1800-talet[10].
- Latinska stilen, infördes på försök för svenskspråkiga texter redan i början av 1600-talet men trycktes undan av den tyska stilen. Blev mer allmänt använd efter att Kungl. Maj:ts kansli anammat stilen år 1808, och det är denna stil som sedan dess är mest dominerande i Sverige.[9][10]